# Peuet Sague
Peuet Sague (indonez. Gunung Peuet Sagoe, aceh Gunong Peuët Sagoë) – kompleks wulkaniczny znajdujący się na północno-zachodnim krańcu indonezyjskiej wyspy Sumatra.